# Astha spectabilis
Astha spectabilis là một loài bướm đêm trong họ Noctuidae.